# Cinema Petrópolis
O Cinema Petrópolis foi uma sala de cinema no municipío de Petrópolis, no estado do Rio de Janeiro. Localizado na Rua do Imperador 707, o cinema possuía 1457 lugares e funcionou por 52 anos, entre abril de 1944 e abril de 1996. O prédio, tombado pelo Instituto do Patrimônio Histórico e Artístico Nacional (Iphan), foi comprado pela Igreja Pentecostal Deus é Amor em 1999, três anos depois do fechamento do cinema.
O primeiro filme exibido no Cinema Petrópolis foi “O Fantasma da Ópera”, no dia 4 de abril de 1944, e o último filme foi “O Carteiro e o Poeta” no dia 21 de abril de 1996. A sala era administrada pelo Grupo Severiano Ribeiro e originalmente também funcionava como teatro.

## Inauguração
O Cinema Petrópolis foi inaugurado na noite de 4 de abril de 1944 pelo empresário Luiz Severiano Ribeiro em uma noite de gala com champanhe e presenças ilustres como a de Alzira Vargas do Amaral Peixoto, filha do então presidente da República Getúlio Vargas, e o então prefeito municipal de Petrópolis Márcio de Mello Franco Alves.
O jornal Tribuna de Petrópolis noticiou a inauguração da seguinte forma: “INAUGURA-SE HOJE O TEATRO PETRÓPOLIS
Em “avant-première” será exibido o tecnicolor “O Fantasma da Ópera”, em benefício da Maternidade de Petrópolis.
Inaugura-se hoje o Teatro Petrópolis com uma única sessão, às 20,30 horas, quando será exibido o filme em tecnicolor “O Fantasma da Ópera”, com Nelson Eddy, Susana Foster e Claude Rains.

A solenidade festiva da reentrada ao público da tradicional casa de diversões, completamente remodelada, dotada que foi com um magnífico salão de projeções tipo Metro e poltronas estofadas, constituirá, por certo, o grande acontecimento mundano da “saison” devendo a renda da bilheteria, num gesto generoso do Sr. Luiz Severiano Ribeiro, reverter em benefício da Maternidade de Petrópolis, tendo aquele empresário cinematográfico convidado para patrocinar o ato as exmas.sras. Alzira Vargas do Amaral Peixoto e Branca Alves.”

## História
Antes do Cinema Petrópolis ser construído, o mesmo local da Rua do Imperador abrigava o Teatro Xavier, inaugurado em 6 de fevereiro de 1914 pelo empresário João Xavier. O teatro, luxuoso e caro para a maior parte da população, sofria com público abaixo do esperado e foi alugado para bailes de carnaval no mesmo ano. Menos de um mês depois da inauguração, no dia 28 de fevereiro de 1914, o local foi rebatizado “Cinema Teatro Xavier”. Ainda com público baixo, o dono do Cinema Teatro Xavier tentou colocar o local à venda, conforme anúncio publicado no dia 17 de abril de 1914: “TEATRO XAVIER – Arrenda-se por contrato este luxuoso teatro, completamente mobiliado, boa instalação elétrica, dínamo e aparelhos para cinema, pronto a funcionar. Para tratar no mesmo com o proprietário”.
Sem compradores interessados, o local foi mantido aberto, mas no dia 2 de julho de 1914 ele passou a funcionar apenas às quintas-feiras e domingos.
No dia 29 de março de 1916, o Cinema Teatro Xavier fechou as portas ao ser vendido para o empresário e exibidor italiano J. R. Staffa. Ele reabriu apenas dois dias depois, no dia 1 de abril de 1916, agora rebatizado de Teatro Petrópolis, que continuava exibido filmes e peças de teatro. Após ser aberto novamente para bailes de carnaval em fevereiro de 1917, o Teatro Petrópolis passou a ser administrado pelo empresário petropolitano Roldão Barbosa. Em poucos anos, o cinema se popularizou e foi pioneiro no cinema falado a partir de janeiro de 1930. 
No começo dos anos 1940, o empresário Luiz Severiano Ribeiro, que continuava expandindo sua rede de cinemas no Rio de Janeiro, começou a mirar outros municípios do Estado, principalmente Petrópolis, por ser considerada na época a “capital de verão do país”. Ribeiro assessorou Jeronymo Ferreira Alves na construção do Cinema Capitólio, inaugurado em 4 de abril de 1940. Em seguida, ele comprou o Cine Glória e o Cinema Dom Pedro.
Apesar de ter programação anunciada até o dia 2 de abril de 1941, o Teatro Petrópolis fechou repentinamente no dia 1 para “reconstrução”, conforme aviso divulgado na imprensa. Já de propriedade de Luiz Severiano Ribeiro, o sobrado onde funcionava o cinema-teatro foi derrubado e o novo edifício foi erguido em seu lugar com 8 pavimentos, sendo os três primeiros destinados ao cinema e com uma fachada no estilo art déco. O palco tinha boca de 15 metros com uma tela de 9 metros, uma profundidade inadequada para espetáculos teatrais, já que o interesse do empresário eram os filmes. Após quase quatro anos de obras, o Cinema Petrópolis foi então inaugurado no dia 4 de abril de 1944.
A popularidade do Cinema Petrópolis foi alta principalmente nas décadas de 1960 e 1970, com filas longas na porta, como conta Vera Eloísa, que trabalhou na bilheteria do local, em reportagem da Tribuna de Petrópolis: "Era um movimento muito bom. As sessões costumavam esgotar. Algumas filas iam até a Praça Dom Pedro. Era algo que fazia parte da vida de Petrópolis. É uma pena ter acabado".

## Fechamento
Boatos sobre o fechamento do Cinema Petrópolis circularam diversas vezes nos anos 1990, quando o local passava por problemas financeiros, até que o Grupo Severiano Ribeiro anunciou seu fechamento definitivo, o que aconteceu no dia 21 de abril de 1996. O principal motivo foi a disputa judicial entre os donos do prédio, que queriam aumentar seu aluguel, e os administradores do cinema, que não aceitavam o aumento porque já passam dificuldades com a manutenção de uma sala tão grande e com pouca demanda, como contou a reportagem do jornal Diário de Petrópolis no dia de seu fechamento.
Desde o advento da televisão, o número de frequentadores nas salas de cinema diminuiu gradativamente e o Cinema Petrópolis dificilmente conseguia encher sua enorme sala de mais de mil lugares, mesmo com o fim do Cinema Dom Pedro em 1991. Propostas foram feitas para que ele fosse remanejado para lugares menores mas o fato nunca se concretizou. O Cine Art Bauhaus e as duas salas do Cine Star Petrópolis, no Hipershopping ABC, eram bem menores mas também passaram por dificuldades através dos anos (o Cine Star fechou e foi reaberto como Top Cine Petrópolis após o fim do Cinema Petrópolis).
No dia da última sessão, representantes do DCE da Universidade Católica de Petrópolis e do Partido Verde de Petrópolis protestaram contra o fechamento do cinema e entregaram um abaixo-assinado com 7 mil assinaturas para que o local continuasse aberto ou fosse transformado em centro cultural, mas nem o Grupo Severiano Ribeiro nem o então prefeito de Petrópolis, Sérgio Fadel, demonstraram interesse ou conseguiram negociar com os proprietários do edifício.  A desmontagem começou já no dia seguinte ao fechamento, em 22 de abril. 

## Filmes
Nas décadas de maior sucesso, os anos 1940 e 1950, o Cinema Petrópolis estreava os grandes sucessos de Hollywood produzidos pela Metro-Goldwyn-Meyer. Na época, os novos filmes entravam em circuito aos domingos (mais tarde passariam a estrear nas sextas-feiras). O cinema também lançou as sessões de pré-estreia nos domingos às 10h30, com filmes exibidos de surpresa.
O último filme exibido no Cinema Petrópolis foi o italiano O Carteiro e o Poeta, um azarão nos prêmios do Óscar de 1996, quando foi indicado na categoria de Melhor Filme, e que já havia sido exibido anteriormente em outro cinema da cidade, o Cine Art Bauhaus.
Nos anos 1990, devido ao tamanho da sala e à baixa demanda, muitas vezes as sessões ficavam vazias e frequentemente filmes eram exibidos por apenas uma ou duas semanas já que a lista de filmes disponíveis era bem mais extensa do que a quantidade de cinemas na cidade. Grandes blockbusters normalmente quebravam a rotina e ficavam por até 4 semanas em cartaz. Também na década de 1990, o filme que ficou por mais tempo consecutivo em cartaz no Cinema Petrópolis foi Jurassic Park - O Parque dos Dinossauros, exibido por seis semanas entre 25 de junho a 4 de agosto de 1993. O filme que ficou por mais tempo total em cartaz, porém, foi Ghost - Do Outro Lado da Vida, que inicialmente foi exibido por cinco semanas, entre 2 de novembro a 6 de dezembro de 1990, mas que foi reprisado por mais duas semanas, entre 14 a 27 de junho de 1991, devido ao grande sucesso.

## Outros cinemas em Petrópolis
Outros cinemas que já existiram na cidade includem: Cine Glória, onde hoje funciona o INSS, na Rua Barão de Tefé, o Art-Palácio (de 1957 a 1977), o Cine Esperanto (dos anos 1960 aos anos 1980), Cine Imperador, Cine Santa Teresa, Cinema Miragem, Cine Alto da Serra, Cinema Capitólio, Cinema Dom Pedro, entre outros. Em 2020, a cidade conta com o Cine Bauhaus (antigamente, "Cine Art Bauhaus"), o Top Cine Hipershopping ABC (antigamente "Top Cine Petrópolis") e o CineMaxx Mercado Estação, todos fechados temporariamente devido ao COVID-19 vírus.